# Кайо, Фернандо
Фернандо Кайо Хименес Альварес (исп. Fernando Cayo Jiménez Álvarez; род. 22 апреля 1968 года, Вальядолид, Испания) — испанский актёр, получивший широкую известность благодаря роли полковника Луиса Тамайо в телесериале «Бумажный дом».

## Ранние годы
Фернандо родился 22 апреля 1968 года в Вальядолиде, где ходил в школу драматического искусства. В возрасте 20 лет он переехал в Мадрид, где начал свою актёрскую карьеру. Дебют в полнометражном кино состоялся в 1999 году — он исполнил главную роль Аполло в фильме «Shacky Carmine», за которую получил приз за лучшую мужскую роль на Фестивале испанского кино в Тулузе.

## Фильмография
| Год  | Название                       | Роль            |
| ---- | ------------------------------ | --------------- |
| 1999 | Shacky Carmine                 | Аполло          |
| 2005 | El penalti más largo del mundo | Бильбао         |
| 2007 | Concursante                    | Элой            |
| 2007 | El orfanato                    | Карлос          |
| 2010 | Secuestrados                   | Хайме           |
| 2010 | Pájaros de papel               | Капитан Монтеро |
| 2011 | 23-F: la película              | Дон Хуан Карлос |
| 2015 | Незнакомец                     | Эспиноса        |
| 2016 | La corona partida              | Вейре           |
| 2016 | Верхушка айсберга              | Карлос Фресно   |
| 2020 | Invisibles                     | Альберто        |
| 2020 | Hasta el cielo                 | Дуке            |
| 2021 | Y todos arderán                | Онорио          |
| 2022 | La fortaleza                   | Артуро          |
| 2024 | El instinto                    | Хосе            |

## Телевидение
| Год  | Название                    | Роль                  |
| ---- | --------------------------- | --------------------- |
| 2010 | Adolfo Suárez               | Хуан Карлос           |
| 2011 | Punta Escarlata             | Сардженто Рейес       |
| 2011 | 14 de abril. La República   | Вентура               |
| 2012 | Toledo, cruce de destinos   | Конде де Миранда      |
| 2016 | El Caso. Crónica de sucesos | Родриго Санчес        |
| 2017 | Amar es para siempre        | Эрнесто Ортега        |
| 2017 | Бумажный дом                | Полковник Луис Тамайо |
| 2018 | Макмафия                    | Гильермо Алегре       |

## Награды и номинации
| Год  | Премия                                                | Категория                                | Фильм          | Результат   | Прим.         |
| ---- | ----------------------------------------------------- | ---------------------------------------- | -------------- | ----------- | ------------- |
| 2016 | 25-я церемония вручения премии Союза актёров и актрис | Лучшая мужская роль второго плана        | El desconocido | Номинирован | [ 29 ]        |
| 2016 | 14-я церемония вручения наград Местре Матео           | Лучшая мужская роль второго плана        | El desconocido | Номинирован | [ 30 ] [ 31 ] |
| 2020 | 29-я церемония вручения премии Союза актёров и актрис | Лучший актёр второго плана (телевидение) | Бумажный дом   | Выиграл     | [ 32 ]        |
| 2022 | 30-я церемония вручения премии Союза актёров и актрис | Лучший актёр второго плана (телевидение) | Бумажный дом   | Выиграл     | [ 33 ]        |